# 佐伯広足
佐伯 広足（さえき の ひろたり）は、飛鳥時代の貴族。姓は連、のち宿禰。冠位は直広肆。

## 経歴
天武天皇4年（675年）美濃王と共に竜田の立野（現在の奈良県生駒郡三郷町立野）に遣わされて、風神を祭った（この時の冠位は小錦下）。天武天皇10年（681年）7月、遣高麗大使に任ぜられ、小使・小墾田麻呂と共に報徳国（高句麗復興を目指す亡命政権）に派遣される。9月に帰国するが、翌天武天皇11年（682年）再び高麗に派遣される。
天武天皇13年（684年）八色の姓の制定により、連姓から宿禰姓に改姓。天武天皇14年（685年）国司・郡司や百姓の様子を確認するために各道に巡察使が派遣されると、広足は筑紫巡察使となった（この時の冠位は直広肆）。

## 官歴
『六国史』による。
- 天武天皇4年（675年） 4月10日：見小錦下
- 天武天皇10年（681年） 7月4日：遣高麗大使
- 天武天皇13年（684年） 12月2日：連姓から宿禰姓に改姓
- 天武天皇14年（685年） 日付不詳：直広肆。9月15日：筑紫巡察使